# 徐超 (自行车运动员)
徐超（1994年11月5日—2024年11月10日），男，上海人，中国自行车运动员。

## 经历
1994年生。2007年进入上海闵行区少体校开始自行车项目训练，2012年入选上海市一线队，2014年获得仁川亚运会自行车团体竞速赛亚军。2016年1月在香港场地车世界杯个人争先赛中赢得银牌。
2016年8月在里约奥运会场地自行车男子个人竞速赛获得第六名。